# Australische Cricket-Nationalmannschaft in Indien in der Saison 1986/87
Die Tour der australischen Cricket-Nationalmannschaft nach Indien in der Saison 1986/87 fand vom 7. September bis zum 19. Oktober 1986 statt. Die internationale Cricket-Tour war Bestandteil der Internationalen Cricket-Saison 1986/87 und umfasste drei Tests und sechs ODIs.  Indien gewannen die ODI-Serie 3–2, während die Test-Serie 0–0 unentschieden endete.

## Vorgeschichte
Für beide Mannschaften war es die erste Tour der Saison.
Das letzte Aufeinandertreffen der beiden Mannschaften fand in der Saison 1985/86 in Australien statt.

## Stadien
Die folgenden Stadien wurden für die Tour als Austragungsort vorgesehen.
| Stadion                                | Stadt     | Kapazität | Spiele          |
| -------------------------------------- | --------- | --------- | --------------- |
| Sardar Patel Stadium                   | Ahmedabad | 54.000    | 5. ODI          |
| Feroz Shah Kotla                       | Delhi     | 48.000    | 2. Test; 4. ODI |
| Lal Bahadur Shastri Stadium            | Hyderabad | 25.000    | 3. ODI          |
| Sawai Mansingh Stadium                 | Jaipur    | 23.185    | 1. ODI          |
| M. A. Chidambaram Stadium              | Madras    | 46.000    | 1. Test         |
| Wankhede Stadium                       | Bombay    | 33.000    | 3. Test         |
| Saurashtra Cricket Association Stadium | Rajkot    | 28.000    | 6. ODI          |
| Sher-i-Kashmir Stadium                 | Srinagar  |           | 2. ODI          |

## Kaderlisten
Die folgenden Kader wurden von den Mannschaften benannt.
| Test | Test | ODI | ODI |
| Indien | Australien | Indien | Australien |
| --- | --- | --- | --- |
| - Mohinder Amarnath - Mohammad Azharuddin - Sunil Gavaskar - Kapil Dev - Nilesh Kulkarni - Kiran More - Chandrakant Pandit - Chetan Sharma - Ravi Shastri - Maninder Singh - Kris Srikkanth - Dilip Vengsarkar - Jai Yadav | - David Boon - Allan Border - Ray Bright - Dave Gilbert - Dean Jones - Geoff Marsh - Greg Matthews - Craig McDermott - Bruce Reid - Greg Ritchie - Steve Waugh - Tim Zoehrer | - Mohammad Azharuddin - Roger Binny - Sunil Gavaskar - Rajinder Singh Ghai - Kapil Dev - Raman Lamba - Madan Lal - Chandrakant Pandit - Chetan Sharma - Gopal Sharma - Ravi Shastri - Maninder Singh - R.P. Singh - Kris Srikkanth - Dilip Vengsarkar | - David Boon - Allan Border - Simon Davis - Greg Dyer - Dave Gilbert - Dean Jones - Geoff Marsh - Greg Matthews - Craig McDermott - Bruce Reid - Greg Ritchie - Steve Waugh - Tim Zoehrer |

## One-Day Internationals

### Erstes ODI in Jaipur
| 7. September Scorecard | Jaipur | Australien 250-3 (47/47)     | – | Indien 251-3 (41/47) |
|                        |        | Indien gewinnt mit 7 Wickets |   |                      |

### Zweites ODI in Srinagar
| 9. September Scorecard | Srinagar | Indien 222-8 (47/47)             | – | Australien 226-7 (46/47) |
|                        |          | Australien gewinnt mit 3 Wickets |   |                          |

### Drittes ODI in Hyderabad
| 24. September Scorecard | Hyderabad | Australien 242-6 (47/47) | – | Indien 41-1 (10.4/47) |
|                         |           | No Result                |   |                       |

### Viertes ODI in Delhi
| 2. Oktober Scorecard | Delhi | Australien 238-6 (45/45)     | – | Indien 242-7 (43.3/45) |
|                      |       | Indien gewinnt mit 3 Wickets |   |                        |

### Fünftes ODI in Ahmedabad
| 5. Oktober Scorecard | Ahmedabad | Indien 193 (47.4)          | – | Australien 141 (43.3) |
|                      |           | Indien gewinnt mit 52 Runs |   |                       |

### Sechstes ODI in Rajkot
| 7. Oktober Scorecard | Rajkot | Indien 260-6 (48/48)             | – | Australien 263-3 (46.3/48) |
|                      |        | Australien gewinnt mit 7 Wickets |   |                            |

## Tests

### Erster Test in Madras
| 18. – 22. September Scorecard | Madras | Australien 574 (170.5) & 170-5d (49) | – | Indien 397 (94.2) & 347 (86.5) |
|                               |        | Unentschieden                        |   |                                |

Dies war der zweite Test überhaupt der mit einem Unentschieden endete. Das einzige andere Unentschieden ereignete sich beim ersten Test der Tour der West Indies in Australien in der Saison 1960/61. 15 Jahre später wurde zum Gedenken der Opfer des Erdbebens in Gujarat ein Benefizspiel mit den meisten Teilnehmern dieses Tests an gleicher Stelle ausgetragen.

### Zweiter Test in Delhi
| 26. – 30. September Scorecard | Delhi | Australien 207-3d (75.4) | – | Indien 107-3 (26) |
|                               |       | Remis                    |   |                   |

### Dritter Test in Bombay
| 15. – 19. Oktober Scorecard | Bombay | Australien 345 (147.4) & 216-2 (88) | – | Indien 517-5d (170) |
|                             |        | Remis                               |   |                     |